# کندازی
کندازی، روستایی از توابع بخش درودزن شهرستان مرودشت در استان فارس ایران است.

## جمعیت
این روستا در دهستان ابرج قرار دارد و براساس سرشماری مرکز آمار ایران در سال ۱۳۸۵، جمعیت آن ۵۵۷ نفر (۱۵۲خانوار) بوده است.